# Franz Magnus Böhme
Franz Magnus Böhme, né le 11 mars 1827 à Willerstedt près de Weimar et mort le 18 octobre 1898 à Dresde, est un musicographe allemand.

## Biographie
Il fait ses études auprès de Moritz Hauptmann et de Julius Rietz au Conservatoire de Leipzig. Il est ensuite enseignant à Dresde de 1859 à 1878 puis au Hoch Conservatorium de Francfort-sur-le-Main de 1878 à 1885.